# Chloromachia divapala
Chloromachia divapala är en fjärilsart som beskrevs av Walker 1861. Chloromachia divapala ingår i släktet Chloromachia och familjen mätare. Inga underarter finns listade i Catalogue of Life.